# Keri Hulme
Keri Hulme (ur. 9 marca 1947 roku w Christchurch, zm. 27 grudnia 2021 w Waimate) – nowozelandzka pisarka. Zdobywczyni Nagrody Bookera z 1985 roku za powieść The Bone People.

## Książki

### Powieści
- The Bone People (1984)

## Wiersze
- The Silences Between (1982)
- Lost Possessions (1985)
- Strands (1992)

### Opowiadania
- Te Kaihau: The Windeater (1986)
- Te Whenua, Te Iwi/The Land and The People  (1987)
- Homeplaces: Three Coasts of the South Island of New Zealand (1989)
- Stonefish (2004)